# Jonas Benedicti Kylander
Jonas Benedicti Kylander, död 1643 i Landeryds församling, Östergötlands län, var en svensk präst.

## Biografi
Jonas Benedicti Kylander prästvigdes 30 januari 1625 och blev 3 september samma år student vid Uppsala universitet. Han blev 1633 komminister i Kärna församling och 1635 kyrkoherde i Landeryds församling. Kylander avled 1643 i Landeryds socken.

### Familj
Kylander gifte sig första gången med Karin Torstensdotter (död 1649), som var dotter till kyrkoherden Torstanus Olavi i Västerlösa socken. Kylander gifte sig andra gången med Kerstin Ask (död 1678), som var dotter till kyrkoherden Laurentius Ask och Anna Bothvidsdotter i Törnevalla socken samt efter Kylanders död omgift med kyrkoherden Johannes Claudii Wagnerus i Landeryds socken och senare med kyrkoherden Daniel Gruf i Häradshammars församling.